# The Moonstone (film 1909)
The Moonstone  è un cortometraggio muto del 1909. Il nome del regista non viene riportato nei credit del film che è la prima trasposizione per lo schermo del romanzo La Pietra di Luna di Wilkie Collins.

## Produzione
Il film fu prodotto dalla Selig Polyscope Company.

## Distribuzione
Distribuito dalla Selig Polyscope Company, il film - un cortometraggio di una bobina - uscì nelle sale cinematografiche statunitensi il 10 giugno 1909.